# FA Cup 2015-16
La FA Cup 2015-16 fue la 135.ª edición de la FA Cup, la principal copa nacional en el fútbol inglés y la competición eliminatoria más antigua del mundo. La Copa de esa temporada fue la segunda con campos de césped artificiales, se permiten en todas las rondas de la competición, que son diseñados para reducir los costos de mantenimiento.
El campeón fue el Manchester United de la Premier League, tras vencer al Crystal Palace por 2-1 en la final, el 21 de mayo de 2016, disputada en el estadio de Wembley
El Manchester United, como ganador de la Copa de Inglaterra, obtuvo la clasificación automática a la fase de grupos de la Liga Europa de la UEFA 2016-17: que terminaría ganando la temporada siguiente.

## Calendario
| Ronda                        | Fecha de juego | N.º de partidos | Clubes | Nuevos participantes | Ligas de nuevos participantes                                                              |
| ---------------------------- | -------------- | --------------- | ------ | -------------------- | ------------------------------------------------------------------------------------------ |
| Ronda extra preliminar       |                | 184             | 368    | 368                  | Niveles 9 y 10 del Sistema de ligas de fútbol de Inglaterra                                |
| Ronda preliminar             |                | 160             | 320    | 136                  | Nivel 8 del Sistema de ligas de fútbol de Inglaterra                                       |
| Primera ronda clasificatoria |                | 116             | 232    | 72                   | Nivel 7 del Sistema de ligas de fútbol de Inglaterra                                       |
| Segunda ronda clasificatoria |                | 80              | 160    | 44                   | Nivel 6 del Sistema de ligas de fútbol de Inglaterra (Conference North y Conference South) |
| Tercera ronda clasificatoria |                | 40              | 80     | Ninguno              | -                                                                                          |
| Cuarta ronda clasificatoria  |                | 32              | 64     | 24                   | Nivel 5 del Sistema de ligas de fútbol de Inglaterra (Conference National)                 |
| Primera Ronda                |                | 40              | 80     | 48                   | Football League One y Football League Two                                                  |
| Segunda Ronda                |                | 20              | 40     | Ninguno              | -                                                                                          |
| Tercera Ronda                |                | 32              | 64     | 44                   | Premier League y Football League Championship                                              |
| Cuarta Ronda                 |                | 16              | 32     | Ninguno              | -                                                                                          |
| Quinta Ronda                 |                | 8               | 16     | Ninguno              | -                                                                                          |
| Sexta Ronda                  |                | 4               | 8      | Ninguno              | -                                                                                          |
| Semifinal                    |                | 2               | 4      | Ninguno              | -                                                                                          |
| Final                        |                | 1               | 2      | Ninguno              | -                                                                                          |

## Rondas clasificatorias
Todos los clubes participantes que no participan en Premier League o Football League debieron participar de las rondas clasificatorias para disputar la Primera Ronda.

## Tercera Ronda
Se clasificaron a la Tercera Ronda los 20 clasificados de la Segunda y los 44 clubes de la Premier League y la Football League Championship. El equipo de menor categoría fue Eastleigh FC, de la quinta división.
| 8 de enero de 2016 19:55 | Exeter City (4)         | 2-2 | Liverpool (1)            | St James Park, Exeter                                     |                                                           |
|                          | Nichols 9' · Holmes 45' |     | Sinclair 12' · Smith 73' | Asistencia: 8,298 espectadores Árbitro(s): Stuart Attwell | Asistencia: 8,298 espectadores Árbitro(s): Stuart Attwell |

| 9 de enero de 2016 12:45 | Wycombe Wanderers (4) | 1-1 | Aston Villa (1) | Adams Park, High Wycombe                                  |                                                           |
|                          | Jacobson 50' (pen.)   |     | Richards 22'    | Asistencia: 9,298 espectadores Árbitro(s): Michael Oliver | Asistencia: 9,298 espectadores Árbitro(s): Michael Oliver |

| 9 de enero de 2016 15:00 | Watford (1) | 1-0 | Newcastle United (1) | Vicarage Road, Watford                                 |                                                        |
|                          | Deeney 44'  |     |                      | Asistencia: 18,259 espectadores Árbitro(s): Roger East | Asistencia: 18,259 espectadores Árbitro(s): Roger East |

| 9 de enero de 2016 15:00 | West Bromwich Albion (1)    | 2-2 | Bristol City (2)       | The Hawthorns, West Bromwich                             |                                                          |
|                          | Berahino 67' · Morrison 90' |     | Kodjia 74' · Agard 83' | Asistencia: 24,917 espectadores Árbitro(s): Graham Scott | Asistencia: 24,917 espectadores Árbitro(s): Graham Scott |

| 9 de enero de 2016 15:00 | West Ham United (1) | 1-0 | Wolverhampton Wanderers (2) | Boleyn Ground, Londres                                     |                                                            |
|                          | Jelavić 85'         |     |                             | Asistencia: 34,547 espectadores Árbitro(s): Anthony Taylor | Asistencia: 34,547 espectadores Árbitro(s): Anthony Taylor |

| 9 de enero de 2016 15:00 | Hartlepool United (4) | 1-2 | Derby County (2)           | Victoria Park, Hartlepool                              |                                                        |
|                          | Gray 61'              |     | Butterfield 67' · Bent 85' | Asistencia: 4,860 espectadores Árbitro(s): Darren Bond | Asistencia: 4,860 espectadores Árbitro(s): Darren Bond |

| 9 de enero de 2016 15:00 | Colchester United (3)    | 2-1 | Charlton Athletic (2) | Weston Homes Community Stadium, Colchester                |                                                           |
|                          | Moncur 28' · Sordell 41' |     | Ghoochannejhad 90'    | Asistencia: 5,742 espectadores Árbitro(s): Chris Kavanagh | Asistencia: 5,742 espectadores Árbitro(s): Chris Kavanagh |

| 9 de enero de 2016 15:00 | Peterborough United (3)       | 2-0 | Preston North End (2) | London Road Stadium, Peterborough                          |                                                            |
|                          | Samuelsen 7' · Washington 52' |     |                       | Asistencia: 7,665 espectadores Árbitro(s): Tony Harrington | Asistencia: 7,665 espectadores Árbitro(s): Tony Harrington |

| 9 de enero de 2016 15:00 | Arsenal (1)                            | 3-1 | Sunderland (1) | Emirates Stadium, Londres                                   |                                                             |
|                          | Campbell 25' · Ramsey 72' · Giroud 75' |     | Lens 17'       | Asistencia: 59,349 espectadores Árbitro(s): Martin Atkinson | Asistencia: 59,349 espectadores Árbitro(s): Martin Atkinson |

| 9 de enero de 2016 15:00 | Birmingham City (2) | 1-2 | AFC Bournemouth (1)            | St. Andrew's, Birmingham                               |                                                        |
|                          | Morrison 40'        |     | Tomlin 44' (pen.) · Murray 85' | Asistencia: 13,140 espectadores Árbitro(s): Mike Jones | Asistencia: 13,140 espectadores Árbitro(s): Mike Jones |

| 9 de enero de 2016 15:00 | Ipswich Town (2)     | 2-2 | Portsmouth (4)            | Portman Road, Ipswich                                   |                                                         |
|                          | Oar 53' · Fraser 88' |     | Bennett 55' · Chaplin 86' | Asistencia: 17,020 espectadores Árbitro(s): David Coote | Asistencia: 17,020 espectadores Árbitro(s): David Coote |

| 9 de enero de 2016 15:00 | Sheffield Wednesday (2) | 2-1 | Fulham (2)  | Estadio Hillsborough, Sheffield                        |                                                        |
|                          | Bannan 42' · Nuhiu 73'  |     | Dembélé 43' | Asistencia: 15,244 espectadores Árbitro(s): Gavin Ward | Asistencia: 15,244 espectadores Árbitro(s): Gavin Ward |

| 9 de enero de 2016 15:00 | Brentford (2) | 0-1 | Walsall (3) | Griffin Park, Brentford                                |                                                        |
|                          |               |     | Mantom 34'  | Asistencia: 7,950 espectadores Árbitro(s): Andy Davies | Asistencia: 7,950 espectadores Árbitro(s): Andy Davies |

| 9 de enero de 2016 15:00 | Bury (3) | 0-0 | Bradford City (3) | Gigg Lane, Bury                                         |  |
|                          |          |     |                   | Asistencia: 6,962 espectadores Árbitro(s): Robert Lewis |  |

| 9 de enero de 2016 15:00 | Southampton (1) | 1-2 | Crystal Palace (1)  | St Mary's Stadium, Southampton                        |                                                       |
|                          | Romeu 51'       |     | Ward 29' · Zaha 68' | Asistencia: 30,763 espectadores Árbitro(s): Lee Mason | Asistencia: 30,763 espectadores Árbitro(s): Lee Mason |

| 9 de enero de 2016 15:00 | Everton (1)                    | 2-0 | Dag & Red (4) | Goodison Park, Liverpool                                 |                                                          |
|                          | Koné 32' · Mirallas 85' (pen.) |     |               | Asistencia: 30,918 espectadores Árbitro(s): Paul Tierney | Asistencia: 30,918 espectadores Árbitro(s): Paul Tierney |

| 9 de enero de 2016 15:00 | Nottingham Forest (2) | 1-0 | Queens Park Rangers (2) | City Ground, Nottingham                                     |                                                             |
|                          | Ward 24'              |     |                         | Asistencia: 14,197 espectadores Árbitro(s): Oliver Langford | Asistencia: 14,197 espectadores Árbitro(s): Oliver Langford |

| 9 de enero de 2016 15:00 | Eastleigh (5)      | 1-1 | Bolton (2)  | Silverlake Stadium, Eastleigh                              |                                                            |
|                          | Dervite 51' (a.g.) |     | Pratley 87' | Asistencia: 5,250 espectadores Árbitro(s): Iain Williamson | Asistencia: 5,250 espectadores Árbitro(s): Iain Williamson |

| 9 de enero de 2016 15:00 | Huddersfield Town (2)             | 2-2 | Reading (2)                 | The John Smith's Stadium, Huddersfield                    |                                                           |
|                          | Paterson 57' · Wells 90+2' (pen.) |     | Vydra 71' · Robson-Kanu 87' | Asistencia: 9,236 espectadores Árbitro(s): Jeremy Simpson | Asistencia: 9,236 espectadores Árbitro(s): Jeremy Simpson |

| 9 de enero de 2016 15:00 | Hull City (2)        | 1-0 | Brighton & Hove Albion (2) | KC Stadium, Kingston upon Hull                               |                                                              |
|                          | Snodgrass 41' (pen.) |     |                            | Asistencia: 10,706 espectadores Árbitro(s): Geoff Eltringham | Asistencia: 10,706 espectadores Árbitro(s): Geoff Eltringham |

| 9 de enero de 2016 15:00 | Norwich City (1) | 0-3 | Manchester City (1)                        | Carrow Road, Norwich                                  |                                                       |
|                          |                  |     | Agüero 16' · Iheanacho 31' · De Bruyne 78' | Asistencia: 24,507 espectadores Árbitro(s): Mike Dean | Asistencia: 24,507 espectadores Árbitro(s): Mike Dean |

| 9 de enero de 2016 15:00 | Middlesbrough (2) | 1-2 | Burnley (2)             | Estadio de Riverside, Middlesbrough                      |                                                          |
|                          | Fabbrini 36'      |     | Hennings 45' · Ward 71' | Asistencia: 18,286 espectadores Árbitro(s): Simon Hooper | Asistencia: 18,286 espectadores Árbitro(s): Simon Hooper |

| 9 de enero de 2016 15:00 | Doncaster Rovers (3) | 1-2 | Stoke City (1)           | Keepmoat Stadium, Doncaster                              |                                                          |
|                          | Tyson 25'            |     | Crouch 15' · Walters 57' | Asistencia: 13,299 espectadores Árbitro(s): Keith Stroud | Asistencia: 13,299 espectadores Árbitro(s): Keith Stroud |

| 9 de enero de 2016 15:00 | Leeds United (2)          | 2-0 | Rotherham United (2) | Elland Road, Leeds                                       |                                                          |
|                          | Carayol 45' · Doukara 90' |     |                      | Asistencia: 16,039 espectadores Árbitro(s): Andy Woolmer | Asistencia: 16,039 espectadores Árbitro(s): Andy Woolmer |

| 9 de enero de 2016 15:00 | Northampton Town (4) | 2-2 | Milton Keynes Dons (2)             | Sixfields Stadium, Northampton                             |                                                            |
|                          | Holmes 49', 58', 58' |     | Cresswell 13' (a.g.) · Maynard 82' | Asistencia: 5,878 espectadores Árbitro(s): Darren Drysdale | Asistencia: 5,878 espectadores Árbitro(s): Darren Drysdale |

| 9 de enero de 2016 17:30 | Manchester United (1) | 1-0 | Sheffield United (3) | Old Trafford, Mánchester   |                            |
|                          | Rooney 90+3' (pen.)   |     |                      | Árbitro(s): Andre Marriner | Árbitro(s): Andre Marriner |

| 10 de enero de 2016 12:00 | Oxford United (4)                    | 3-2 | Swansea City (1)        | The Kassam Stadium, Oxford                               |                                                          |
|                           | Sercombe 45' (pen.) · Roofe 49', 59' |     | Montero 23' · Gomis 66' | Asistencia: 11,673 espectadores Árbitro(s): Kevin Friend | Asistencia: 11,673 espectadores Árbitro(s): Kevin Friend |

| 10 de enero de 2016 14:00 | Chelsea (1)                  | 2-0 | Scunthorpe United (3) | Stamford Bridge, Londres                                 |                                                          |
|                           | Costa 13' · Loftus-Cheek 68' |     |                       | Asistencia: 41,625 espectadores Árbitro(s): Craig Pawson | Asistencia: 41,625 espectadores Árbitro(s): Craig Pawson |

| 10 de enero de 2016 14:00 | Carlisle United (4)      | 2-2 | Yeovil Town (4)          | Bloomfield Road, Blackpool                             |                                                        |
|                           | Grainger 25' · Ellis 76' |     | Zoko 71' · Jeffers 90+3' | Asistencia: 3,357 espectadores Árbitro(s): Andy Madley | Asistencia: 3,357 espectadores Árbitro(s): Andy Madley |

| 10 de enero de 2016 16:00 | Tottenham Hotspur (1)        | 2-2 | Leicester City (1)           | White Hart Lane, Londres                                  |                                                           |
|                           | Eriksen 8' · Kane 89' (pen.) |     | Wasilewski 19' · Okazaki 48' | Asistencia: 35,805 espectadores Árbitro(s): Robert Madley | Asistencia: 35,805 espectadores Árbitro(s): Robert Madley |

| 10 de enero de 2016 18:00 | Cardiff City (2) | 0-1 | Shrewsbury Town (3) | Cardiff City Stadium, Cardiff                           |                                                         |
|                           |                  |     | Mangan 62'          | Asistencia: 4,782 espectadores Árbitro(s): Peter Bankes | Asistencia: 4,782 espectadores Árbitro(s): Peter Bankes |

| 18 de enero de 2016 19:15 | Newport County (4) | 1-2 | Blackburn Rovers (2)     | Rodney Parade, Newport                                        |                                                               |
|                           | Byrne 30'          |     | Marshall 8' · Rhodes 75' | Asistencia: 5,083 espectadores Árbitro(s): Charles Breakspear | Asistencia: 5,083 espectadores Árbitro(s): Charles Breakspear |

Replays
| 19 de enero de 2016 19:45 | Bristol City (2) | 0-1 | West Bromwich Albion (1) | Ashton Gate Stadium, Bristol                              |                                                           |
|                           |                  |     | Rondón 52'               | Asistencia: 15,185 espectadores Árbitro(s): Jonathan Moss | Asistencia: 15,185 espectadores Árbitro(s): Jonathan Moss |

| 19 de enero de 2016 19:45 | Milton Keynes Dons (2)                             | 3-0 | Northampton Town (4) | Stadium MK, Milton Keynes                                   |                                                             |
|                           | Reeves 53' (pen.) · Murphy 62' · Church 89' (pen.) |     |                      | Asistencia: 15,133 espectadores Árbitro(s): Tony Harrington | Asistencia: 15,133 espectadores Árbitro(s): Tony Harrington |

| 19 de enero de 2016 19:45 | Portsmouth (4)                   | 2-1 | Ipswich Town (2)   | Fratton Park, Portsmouth                                 |                                                          |
|                           | Roberts 32' (pen.) · McNulty 37' |     | Maitland-Niles 60' | Asistencia: 15,179 espectadores Árbitro(s): Andy Woolmer | Asistencia: 15,179 espectadores Árbitro(s): Andy Woolmer |

| 19 de enero de 2016 19:45 | Aston Villa (1)       | 2-0 | Wycombe Wanderers (4) | Villa Park, Birmingham                                   |                                                          |
|                           | Clark 75' · Gueye 90' |     |                       | Asistencia: 20,706 espectadores Árbitro(s): Craig Pawson | Asistencia: 20,706 espectadores Árbitro(s): Craig Pawson |

| 19 de enero de 2016 19:45 | Bradford City (3)               | 0-0 (t. s.)(2 - 4 p.)      | Bury (3)                       | Coral Windows Stadium, Bradford                             |  |
|                           |                                 |                            |                                | Asistencia: 6,227 espectadores Árbitro(s): Geoff Eltringham |  |
|                           |                                 | Tiros desde el punto penal |                                |                                                             |  |
|                           | McMahon · Davies · Evans · Cole |                            | Tutte · Lowe · Clarke · Mellis |                                                             |  |

| 19 de enero de 2016 19:45 | Yeovil Town (4)                            | 1-1 (t. s.)(4 - 5 p.)      | Carlisle United (4)                       | Huish Park Stadium, Yeovil                              |                                                         |
|                           | Compton 31'                                |                            | Sweeney 77'                               | Asistencia: 4,114 espectadores Árbitro(s): Tim Robinson | Asistencia: 4,114 espectadores Árbitro(s): Tim Robinson |
|                           |                                            | Tiros desde el punto penal |                                           |                                                         |                                                         |
|                           | Dickson · Jeffers · Tozer · Dawson · Dolan |                            | Kennedy · Sweeney · Wyke · Ibehre · Ellis |                                                         |                                                         |

| 19 de enero de 2016 20:00 | Bolton (2)                           | 3-2 | Eastleigh (5)                | Estadio Macron, Bolton                                      |                                                             |
|                           | Madine 39' · Moxey 43' · Pratley 58' |     | Partington 11' · Mohamed 45' | Asistencia: 8,287 espectadores Árbitro(s): Mark Clattenburg | Asistencia: 8,287 espectadores Árbitro(s): Mark Clattenburg |

| 19 de enero de 2016 20:00 | Reading (2)                                      | 5-2 | Huddersfield Town (2)   | Madejski Stadium, Reading                                  |                                                            |
|                           | Piazón 29' · Vydra 57', 61', 90' · Fernández 90' |     | Paterson 9' · Smith 15' | Asistencia: 8,119 espectadores Árbitro(s): Oliver Langford | Asistencia: 8,119 espectadores Árbitro(s): Oliver Langford |

| 20 de enero de 2016 19:45 | Leicester City (1) | 0-2 | Tottenham Hotspur (1) | King Power Stadium, Leicester |                            |
|                           |                    |     | Son 39' · Chadli 66'  | Árbitro(s): Anthony Taylor    | Árbitro(s): Anthony Taylor |

| 20 de enero de 2016 20:00 | Liverpool (1)                         | 3-0 | Exeter City (4) | Anfield, Liverpool         |                            |
|                           | Allen 10' · Ojo 74' · Joao Carlos 82' |     |                 | Árbitro(s): Neil Swarbrick | Árbitro(s): Neil Swarbrick |

## Cuarta Ronda
Se clasificaron a la Cuarta Ronda los 32 clasificados de la Tercera. Oxford United, Portsmouth y Carlisle United de la Football League Two (Cuarta división) son los equipos de menor categoría que llegaron hasta esta ronda.
| 29 de enero de 2016 19:55 | Derby County (2) | 1-3 | Manchester United (1)             | Pride Park Stadium, Derby                                  |                                                            |
|                           | Thorne 37'       |     | Rooney 16' · Blind 65' · Mata 83' | Asistencia: 31.134 espectadores Árbitro(s): Anthony Taylor | Asistencia: 31.134 espectadores Árbitro(s): Anthony Taylor |

| 30 de enero de 2016 12:45 | Colchester United (3) | 1-4 | Tottenham Hotspur (1)                   | Weston Homes Community Stadium, Colchester |                            |
|                           | Davies 80' (a.g.)     |     | Chadli 27' 78' · Dier 64' · Carroll 82' | Árbitro(s): Michael Oliver                 | Árbitro(s): Michael Oliver |

| 30 de enero de 2016 15:00 | West Bromwich Albion (1) | 2-2 | Peterborough United (3)     | The Hawthorns, West Bromwich |                          |
|                           | Berahino 14' 84'         |     | Coulthirst 79' · Taylor 86' | Árbitro(s): Kevin Friend     | Árbitro(s): Kevin Friend |

| 30 de enero de 2016 15:00 | Bolton Wanderers (2) | 1-2 | Leeds United (2)            | Macron Stadium, Bolton     |                            |
|                           | Pratley 80'          |     | Doukara 8' · Diagouraga 39' | Árbitro(s): Andre Marriner | Árbitro(s): Andre Marriner |

| 30 de enero de 2016 15:00 | Arsenal (1)                | 2-1 | Burnley (2) | Emirates Stadium, Londres |                        |
|                           | Chambers 19' · Sánchez 53' |     | Vokes 30'   | Árbitro(s): Roger East    | Árbitro(s): Roger East |

| 30 de enero de 2016 15:00 | Reading (2)                                    | 4-0 | Walsall (3) | Madejski Stadium, Reading |                          |
|                           | Robson-Kanu 37' · Vydra 40' 89' · Williams 75' |     |             | Árbitro(s): Peter Bankes  | Árbitro(s): Peter Bankes |

| 30 de enero de 2016 15:00 | Shrewsbury Town (3)                        | 3-2 | Sheffield Wednesday (2) | Greenhous Meadow, Shrewsbury |                          |
|                           | Akpa Akpro 56' · Whalley 87' · Grimmer 90' |     | McGugan 19' 76'         | Árbitro(s): Paul Tierney     | Árbitro(s): Paul Tierney |

| 30 de enero de 2016 15:00 | Nottingham Forest (2) | 0-1 | Watford (1) | City Ground, Nottingham    |                            |
|                           |                       |     | Ighalo 89'  | Árbitro(s): Neil Swarbrick | Árbitro(s): Neil Swarbrick |

| 30 de enero de 2016 15:00 | Crystal Palace (1) | 1-0 | Stoke City (1) | Selhurst Park, Londres       |                              |
|                           | Zaha 19'           |     |                | Árbitro(s): Mark Clattenburg | Árbitro(s): Mark Clattenburg |

| 30 de enero de 2016 15:00 | Oxford United (4) | 0-3 | Blackburn Rovers (2)               | The Kassam Stadium, Oxford |                         |
|                           |                   |     | Marshall 36' (pen.) 45' · Watt 76' | Árbitro(s): Andy Davies    | Árbitro(s): Andy Davies |

| 30 de enero de 2016 15:00 | Portsmouth (4) | 1-2 | AFC Bournemouth (1) | Fratton Park, Portsmouth |                       |
|                           | Roberts 43'    |     | King 71' · Pugh 83' | Árbitro(s): Mike Dean    | Árbitro(s): Mike Dean |

| 30 de enero de 2016 15:00 | Bury (3)  | 1-3 | Hull City (2)            | Gigg Lane, Bury         |                         |
|                           | Jones 86' |     | Akpom 14' 57' (pen.) 69' | Árbitro(s): Darren Bond | Árbitro(s): Darren Bond |

| 30 de enero de 2016 15:00 | Aston Villa (1) | 0-4 | Manchester City (1)                        | Villa Park, Birmingham |                        |
|                           |                 |     | Iheanacho 4' 24' (pen.) 74' · Sterling 76' | Árbitro(s): Mike Jones | Árbitro(s): Mike Jones |

| 30 de enero de 2016 17:30 | Liverpool (1) | 0-0 | West Ham United (1) | Anfield, Liverpool          |  |
|                           |               |     |                     | Árbitro(s): Martin Atkinson |  |

| 31 de enero de 2016 13:30 | Carlisle United (4) | 0-3 | Everton (1)                        | Brunton Park, Carlisle |                       |
|                           |                     |     | Koné 2' · Lennon 14' · Barkley 65' | Árbitro(s): Lee Mason  | Árbitro(s): Lee Mason |

| 31 de enero de 2016 16:00 | Milton Keynes Dons (2) | 1-5 | Chelsea (1)                                        | Stadium MK, Milton Keynes |                           |
|                           | Potter 21'             |     | Oscar 15' 32' 44' · Hazard 55' (pen.) · Traoré 62' | Árbitro(s): Jonathan Moss | Árbitro(s): Jonathan Moss |

Replays
| 9 de febrero de 2016 19:45 | West Ham United (1)        | 2-1 | Liverpool (1) | Boleyn Ground, Londres |                        |
|                            | Antonio 45' · Ogbonna 121' |     | Coutinho 48'  | Árbitro(s): Roger East | Árbitro(s): Roger East |

| 10 de febrero de 2016 19:45 | Peterborough United (3)                       | 1-1 (t. s.)(3 - 4 p.)      | West Bromwich Albion (1)                            | London Road Stadium, Peterborough |                           |
|                             | Taylor 55'                                    |                            | Fletcher 71'                                        | Árbitro(s): Michael Jones         | Árbitro(s): Michael Jones |
|                             |                                               | Tiros desde el punto penal |                                                     |                                   |                           |
|                             | Bostwick · Maddison · Samuelsen · Fox · Angol |                            | Pocognoli · Berahino · Gardner · Fletcher · Chester |                                   |                           |

## Quinta Ronda
Se clasificaron a la Quinta Ronda los 16 clasificados de la Cuarta. El Shrewsbury Town de la Football League One (Tercera división) es el equipo de menor categoría que llegó hasta esta ronda.
| 20 de febrero de 2016 12:45 | Arsenal (1) | 0-0 | Hull City (2) | Emirates Stadium, Londres |  |
|                             |             |     |               | Árbitro(s): Michael Dean  |  |

| 20 de febrero de 2016 15:00 | Reading (2)                                   | 3-1 | West Bromwich Albion (1) | Madejski Stadium, Reading  |                            |
|                             | McShane 59' · Hector 72' · Lucas Piazón 90+4' |     | Fletcher 54'             | Árbitro(s): Anthony Taylor | Árbitro(s): Anthony Taylor |

| 20 de febrero de 2016 15:00 | Watford (1)        | 1-0 | Leeds United (2) | Vicarage Road, Watford     |                            |
|                             | Wootton 53' (a.g.) |     |                  | Árbitro(s): Michael Oliver | Árbitro(s): Michael Oliver |

| 20 de febrero de 2016 17:15 | AFC Bournemouth (1) | 0-2 | Everton (1)              | Dean Court, Bournemouth     |                             |
|                             |                     |     | Barkley 55' · Lukaku 76' | Árbitro(s): Martin Atkinson | Árbitro(s): Martin Atkinson |

| 21 de febrero de 2016 14:00 | Blackburn Rovers (2) | 1-5 | West Ham United (1)                         | Ewood Park, Blackburn     |                           |
|                             | Marshall 20'         |     | Moses 26' · Payet 36' 90' · Emenike 64' 85' | Árbitro(s): Jonathan Moss | Árbitro(s): Jonathan Moss |

| 21 de febrero de 2016 15:00 | Tottenham Hotspur (1) | 0-1 | Crystal Palace (1) | White Hart Lane, Londres |                          |
|                             |                       |     | Kelly 45+1'        | Árbitro(s): Craig Pawson | Árbitro(s): Craig Pawson |

| 21 de febrero de 2016 16:00 | Chelsea (1)                                                    | 5-1 | Manchester City (1) | Stamford Bridge, Londres   |                            |
|                             | Costa 35' · Willian 48' · Cahill 53' · Hazard 67' · Traoré 89' |     | Faupala 37'         | Árbitro(s): Andre Marriner | Árbitro(s): Andre Marriner |

| 22 de febrero de 2016 19:45 | Shrewsbury Town (3) | 0-3 | Manchester United (1)                   | Greenhous Meadow, Shrewsbury |                           |
|                             |                     |     | Smalling 37' · Mata 45+2' · Lingard 61' | Árbitro(s): Robert Madley    | Árbitro(s): Robert Madley |

Replays
| 8 de marzo de 2016 19:00 | Hull City (2) | 0-4 | Arsenal (1)                      | KC Stadium, Kingston upon Hull |                        |
|                          |               |     | Giroud 41' 71' · Walcott 77' 88' | Árbitro(s): Mike Jones         | Árbitro(s): Mike Jones |

## Sexta Ronda
Se clasificaron a los cuartos de final los 8 clasificados de la Quinta ronda. El Reading de la Football League Championship (Segunda división) es el equipo de menor categoría que clasificó a esta ronda.
| 11 de marzo de 2016 19:55 | Reading (2) | 0-2 | Crystal Palace (1)                 | Madejski Stadium, Reading |                          |
|                           |             |     | Cabaye 86' (pen.) · Campbell 90+4' | Árbitro(s): Michael Dean  | Árbitro(s): Michael Dean |

| 12 de marzo de 2016 17:30 | Everton (1)    | 2-0 | Chelsea (1) | Goodison Park, Liverpool   |                            |
|                           | Lukaku 77' 82' |     |             | Árbitro(s): Michael Oliver | Árbitro(s): Michael Oliver |

| 13 de marzo de 2016 13:30 | Arsenal (1) | 1-2 | Watford (1)                | Emirates Stadium, Londres  |                            |
|                           | Welbeck 88' |     | Ighalo 50' · Guédioura 63' | Árbitro(s): Andre Marriner | Árbitro(s): Andre Marriner |

| 13 de marzo de 2016 16:00 | Manchester United (1) | 1-1 | West Ham United (1) | Old Trafford, Mánchester    |                             |
|                           | Martial 83'           |     | Payet 68'           | Árbitro(s): Martin Atkinson | Árbitro(s): Martin Atkinson |

Replays
| 13 de abril de 2016 19:00 | West Ham United (1) | 1-2 | Manchester United (1)       | Boleyn Ground, Londres |                        |
|                           | Tomkins 79'         |     | Rashford 54' · Fellaini 67' | Árbitro(s): Roger East | Árbitro(s): Roger East |

## Semifinales
Se clasificaron los 4 equipos ganadores de las llaves de cuartos de final, todos pertenecientes a la Premier League.
| 23 de abril de 2016 17:15 | Everton (1)         | 1-2 | Manchester United (1)        | Wembley Stadium, Londres   |                            |
|                           | Smalling 75' (a.g.) |     | Fellaini 34' · Martial 90+3' | Árbitro(s): Anthony Taylor | Árbitro(s): Anthony Taylor |

| 24 de abril de 2016 16:00 | Crystal Palace (1)       | 2-1 | Watford (1) | Wembley Stadium, Londres |                          |
|                           | Bolasie 6' · Wickham 61' |     | Deeney 55'  | Árbitro(s): Craig Pawson | Árbitro(s): Craig Pawson |

## Final
Se disputó el 21 de mayo en el Estadio Wembley de Londres. El ganador obtuvo un lugar en la fase de grupos de la Liga Europa de la UEFA 2016-17.
| 21 de mayo de 2016 17:30 (UTC+1) | Crystal Palace (1) | 1:2 (0:0) | Manchester United (1)         | Wembley Stadium, Londres        |                                 |
|                                  | J. Puncheon 78'    | Reporte   | 81' J. Mata · 110' J. Lingard | Asistencia: 88.619 espectadores | Asistencia: 88.619 espectadores |

| 13         | POR        | Wayne Hennessey |     |
| 2          | DEF        | Joel Ward       |     |
| 6          | DEF        | Scott Dann      | 90' |
| 27         | DEF        | Damien Delaney  |     |
| 23         | DEF        | Pape Souaré     |     |
| 15         | MED        | Mile Jedinak    |     |
| 7          | MED        | Yohan Cabaye    | 72' |
| 11         | MED        | Wilfried Zaha   |     |
| 18         | MED        | James McArthur  |     |
| 10         | MED        | Yannick Bolasie |     |
| 21         | DEL        | Connor Wickham  | 86' |
| Entrenador | Entrenador | Alan Pardew     |     |

| 1          | POR        | David De Gea      |     |
| 5          | DEF        | Marcos Rojo       | 66' |
| 17         | DEF        | Daley Blind       |     |
| 12         | DEF        | Chris Smalling    |     |
| 25         | DEF        | Antonio Valencia  |     |
| 16         | MED        | Michael Carrick   |     |
| 9          | MED        | Anthony Martial   |     |
| 10         | MED        | Wayne Rooney      |     |
| 27         | MED        | Marouane Fellaini |     |
| 8          | MED        | Juan Mata         | 90' |
| 39         | DEL        | Marcus Rashford   | 72' |
| Entrenador | Entrenador | Louis van Gaal    |     |

| 42 | MED | Jason Puncheon  | 72' |
| 16 | DEL | Dwight Gayle    | 86' |
| 3  | DEF | Adrian Mariappa | 90' |

| 36 | DEF | Matteo Darmian | 66' |
| 18 | DEF | Ashley Young   | 72' |
| 35 | MED | Jesse Lingard  | 90' |

| Anotado | 78' | Jason Puncheon | 1–0 |

| Anotado | 82'  | Juan Mata     | 1–1 |
| Anotado | 110' | Jesse Lingard | 1–2 |

| Amonestado | 47'  | Scott Dann     |
| Amonestado | 62'  | Damien Delaney |
| Amonestado | 108' | Scott McArthur |

| Amonestado | 18'  | Chris Smalling    |
| Amonestado | 40'  | Marcos Rojo       |
| Amonestado | 45'  | Juan Mata         |
| Amonestado | 87'  | Wayne Rooney      |
| Amonestado | 101' | Marouane Fellaini |
| Amonestado | 111' | Jesse Lingard     |

| Otorgado · Otorgado otra vez · Expulsado | 105' | Chris Smalling |

| Árbitro             | Mark Clattenburg |
| Árbitros asistentes | John Brooks      |
| Árbitros asistentes | Andy Halliday    |
| Cuarto árbitro      | Neil Swarbrick   |

| 13         | POR        | Wayne Hennessey |     |
| 2          | DEF        | Joel Ward       |     |
| 6          | DEF        | Scott Dann      | 90' |
| 27         | DEF        | Damien Delaney  |     |
| 23         | DEF        | Pape Souaré     |     |
| 15         | MED        | Mile Jedinak    |     |
| 7          | MED        | Yohan Cabaye    | 72' |
| 11         | MED        | Wilfried Zaha   |     |
| 18         | MED        | James McArthur  |     |
| 10         | MED        | Yannick Bolasie |     |
| 21         | DEL        | Connor Wickham  | 86' |
| Entrenador | Entrenador | Alan Pardew     |     |

| 1          | POR        | David De Gea      |     |
| 5          | DEF        | Marcos Rojo       | 66' |
| 17         | DEF        | Daley Blind       |     |
| 12         | DEF        | Chris Smalling    |     |
| 25         | DEF        | Antonio Valencia  |     |
| 16         | MED        | Michael Carrick   |     |
| 9          | MED        | Anthony Martial   |     |
| 10         | MED        | Wayne Rooney      |     |
| 27         | MED        | Marouane Fellaini |     |
| 8          | MED        | Juan Mata         | 90' |
| 39         | DEL        | Marcus Rashford   | 72' |
| Entrenador | Entrenador | Louis van Gaal    |     |

| 42 | MED | Jason Puncheon  | 72' |
| 16 | DEL | Dwight Gayle    | 86' |
| 3  | DEF | Adrian Mariappa | 90' |

| 36 | DEF | Matteo Darmian | 66' |
| 18 | DEF | Ashley Young   | 72' |
| 35 | MED | Jesse Lingard  | 90' |

| Anotado | 78' | Jason Puncheon | 1–0 |

| Anotado | 82'  | Juan Mata     | 1–1 |
| Anotado | 110' | Jesse Lingard | 1–2 |

| Amonestado | 47'  | Scott Dann     |
| Amonestado | 62'  | Damien Delaney |
| Amonestado | 108' | Scott McArthur |

| Amonestado | 18'  | Chris Smalling    |
| Amonestado | 40'  | Marcos Rojo       |
| Amonestado | 45'  | Juan Mata         |
| Amonestado | 87'  | Wayne Rooney      |
| Amonestado | 101' | Marouane Fellaini |
| Amonestado | 111' | Jesse Lingard     |

| Otorgado · Otorgado otra vez · Expulsado | 105' | Chris Smalling |

| Árbitro             | Mark Clattenburg |
| Árbitros asistentes | John Brooks      |
| Árbitros asistentes | Andy Halliday    |
| Cuarto árbitro      | Neil Swarbrick   |

|                       |
| Bandera de Inglaterra |
| Campeón               |
| Manchester United     |
| 12º título            |